# 马克特尔
马克特尔（德語：Marktl，發音：[ˈmaʁktl̩]）是德国巴伐利亚州上巴伐利亚行政区旧厄廷县的市镇，面积27.84平方千米，2023年12月31日人口为2,826人。

## 人物
- 本篤十六世：天主教第265任教宗（2005-2013）。1927年出生於此，2006年以教宗身份回訪。